# Money in the Bank (2015)
Money in the Bank (2015) là một sự kiện pay-per-view đấu vật chuyên nghiệp và sự kiện của WWE Network sản xuất bởi WWE, diễn ra ngày 14 tháng 6 năm 2015, tại Nationwide Arena ở Columbus, Ohio. Đây là lần thứ 6 Money in the Bank diễn ra. Đây cũng là sự kiện pay-per-view của WWE đầu tiên tổ chức ở Columbus kể từ Bad Blood năm 2004. Money in the Bank có sẵn miễn phí cho người đăng kí mới của dịch vụ WWE Network trên 140 quốc gia.
Có 6 trận đấu diễn ra trong sự kiện (bao gồm 1 trận diễn ra ở pre-show). Trận đấu thang tranh hợp đồng Money in the Bank thương hiệu có phần thắng thuộc về Sheamus. Trong sự kiện chính, Seth Rollins giành lại đai WWE World Heavyweight Championship trong trận đấu thang trước Dean Ambrose. Sự kiện có 57.000 lượt mua (ngoại trừ lượt xem ở WWE Network), giảm so với con số 122.000 lượt mua của năm trước.

## Kết quả
| #                                                                                     | Kết quả                                                                                                | Thể loại                                                                                     | Thời gian |
| ------------------------------------------------------------------------------------- | --- | -------------------------------------------------------------------------------------------- | --------- |
| 1P                                                                                    | R-Truth đánh bại King Barrett                                                                          | Trận đấu đơn                                                                                 | 5:41      |
| 2                                                                                     | Sheamus đánh bại Dolph Ziggler, Kane, Kofi Kingston, Neville, Randy Orton và Roman Reigns              | Trận đấu thang Money in the Bank tranh hợp đồng tranh đai WWE World Heavyweight Championship | 20:50     |
| 3                                                                                     | Nikki Bella (c) đánh bại Paige                                                                         | Trận đấu đơn tranh đai WWE Divas Championship                                                | 11:18     |
| 4                                                                                     | Big Show đánh bại Ryback (c) bằng luật chống phạm quy                                                  | Trận đấu đơn tranh đai WWE Intercontinental Championship                                     | 5:28      |
| 5                                                                                     | John Cena (U.S. Champion) đánh bại Kevin Owens (NXT Champion)                                          | Trận đấu Champion vs. Champion                                                               | 19:15     |
| 6                                                                                     | The Prime Time Players (Darren Young và Titus O'Neil) đánh bại The New Day (Big E và Xavier Woods) (c) | Trận đấu đồng đội tranh đai WWE Tag Team Championship                                        | 5:48      |
| 7                                                                                     | Seth Rollins (c) đánh bại Dean Ambrose                                                                 | Trận đấu thang tranh đai WWE World Heavyweight Championship                                  | 35:40     |
| - (c) – chỉ người vô địch bước vào trận đấu - P – chỉ trận đấu diễn ra trong pre-show | |                                                                                              |           |

## Nhân sự trên màn ảnh khác
| Bình luận viên - Jerry Lawler - Michael Cole - John Bradshaw Layfield Ring announcer - JoJo - Lillian Garcia Người phỏng vấn - Renee Young | Bàn Pre-show - Renee Young - Byron Saxton - Corey Graves - Booker T Trọng tài - Darrick Moore - Charles Robinson - Rod Zapata - Mike Chioda - Jason Ayers |